# Álvaro Fernández (football, 1985)
Pour les articles homonymes, voir Fernández et Álvaro Fernández.
Álvaro Fernández, né le 11 octobre 1985 à Colonia del Sacramento, est un footballeur international uruguayen évoluant au poste de milieu de terrain.

## Biographie

### En club
Álvaro Fernández commence sa carrière à l'Atenas de San Carlos en 2006. L'année suivante, il rejoint les Montevideo Wanderers puis part au Mexique renforcer l'effectif du Puebla FC. Il retourne au pays en 2009 et remporte le Championnat d'Uruguay de football avec le Club Nacional de Football. Durant l'été, le milieu de terrain part en Europe pour jouer sous les couleurs du club portugais du Vitória Setúbal. Depuis juillet 2010, il joue pour le club de Seattle Sounders FC. Après plusieurs prêts dans différents clubs, il signe un contrat en juillet 2014 avec le club de Gimnasia La Plata

### En sélection
Álvaro Fernández commença sa carrière internationale le 2 avril 2009 lors d'un match contre le Chili soldé par un match nul 0-0 comptant pour les éliminatoires du mondial. 
Il est sélectionné parmi les vingt-trois pour disputer la Coupe du monde 2010, les uruguayens perdront en demi-finales contre les Pays-Bas sur le score de 3-2.